# Xanthoparmelia lineola
Xanthoparmelia lineola är en lavart som först beskrevs av E. C. Berry, och fick sitt nu gällande namn av Hale. Xanthoparmelia lineola ingår i släktet Xanthoparmelia och familjen Parmeliaceae.   Inga underarter finns listade i Catalogue of Life.